# Kurt-Theo C. Flurstab
Kurt-Theo C. Flurstab (* 4. Dezember 1952 in Bad Harzburg) ist ein deutscher Komponist, Kirchenmusiker und Konzertpädagoge. Er schuf die Vertonung des Gedichts des Schierker Feuersteins.

## Leben
Flurstab verbrachte seine Jugend in Bad Harzburg, wo er das Werner-von-Siemens-Gymnasium besuchte. Dort entwickelte sich sein Interesse für Musik, seitdem er im Alter von 12 Jahren im Schulchor sang.
1971 erlangte er sein Abitur. Obwohl es damals unüblich war, verweigerte er den Wehrdienst und leistete stattdessen von Juli 1971 bis Dezember 1972 seinen Zivildienst im benachbarten Schierke in der damaligen DDR im Rahmen eines Kulturaustauschprogrammes ab.
Im Oktober 1973 begann er schließlich ein Studium für Kulturwissenschaften an der Universität zu Köln, was er 1981 abschloss. Parallel studierte er ebenfalls von 1974 bis 1980 Kirchenmusik (A-Examen) an der Hochschule für Musik und Tanz Köln.
Nach seinem Studium arbeitete er zunächst für einige Jahre als freiberuflicher Komponist, insbesondere für A-cappella-Werke.
Nach der Wende zog Flurstab nach Dresden, um als Kirchenmusiker im benachbarten Meißen zu arbeiten. 1992 gründete er den Männergesangsverein „Die Hoyerswerdaer Spatzen“, den er sechs Jahre lang leitete. Gründungsmitglied war unter anderem der Komponist Marcus-Maria Leonhardi, den Flurstab während seines Studiums in Köln im Rahmen eines Kulturprojektes kennen gelernt hatte.
Seit 1998 ist er Konzertpädagoge an der Semperoper in Dresden.

## Werke
Unter den Werken, die Flurstab für Chöre schrieb ist das bekannteste das Lied „Schierker Feuerstein“, das vermutlich in seiner freiberuflichen Phase entstanden ist.